# Економіка Колумбії

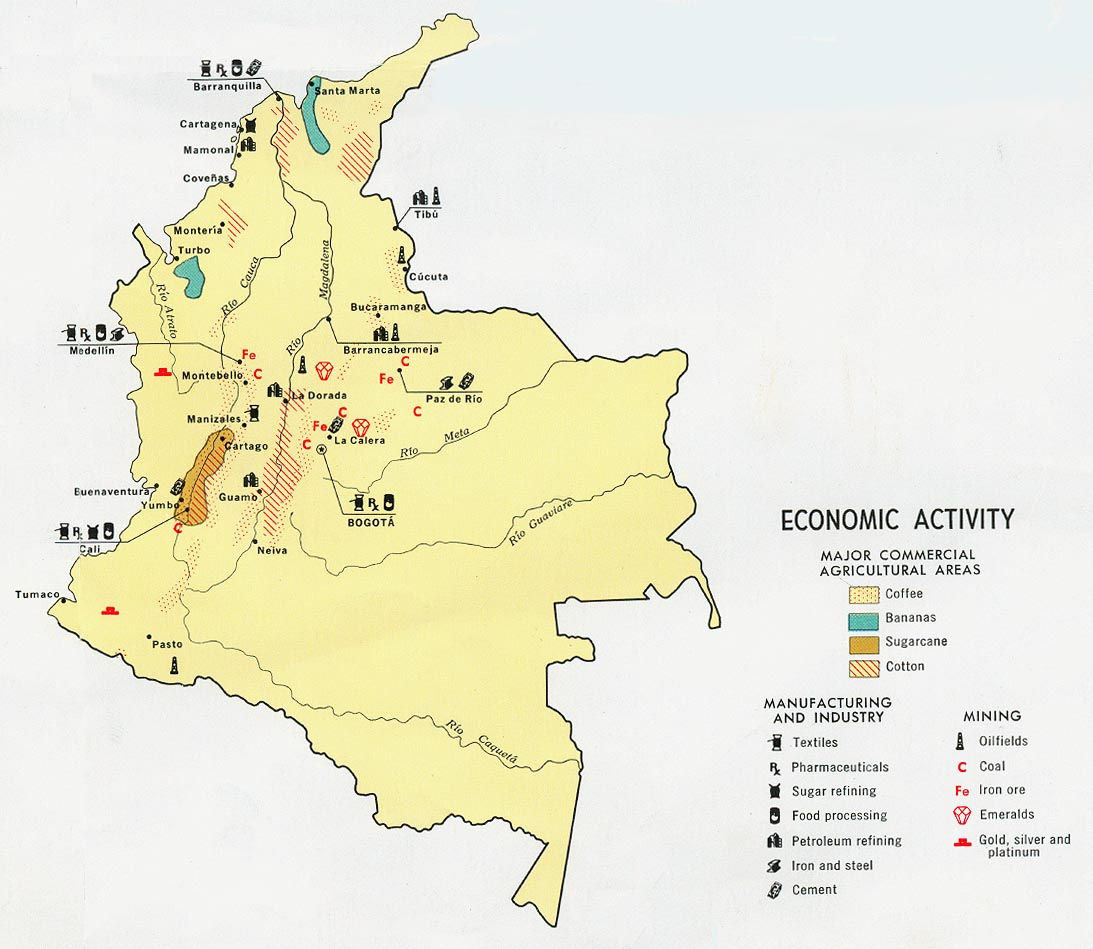
Економічна карта Колумбії. 1970 р.

Колумбія — аграрно-індустріальна країна. Основні галузі промисловості: текстильна, харчова, нафтова, хімічна, цементна, гірнича. Транспорт: залізничний, автомобільний, морський, повітряний. Найбільші порти: Картахена, Барранкілья, Буенавентура, Тумако, Ковеньяс і Мамональ (останні два — нафтові). Обсяг повітряних перевезень вантажів в кінці XX ст. різко зріс і склав у 1996 бл. 60 тис. т.

## Опис
2000 року ВВП склав $ 97,5 млрд. Темп зростання ВВП — 0,6 %. ВВП на душу населення — $ 2392. Прямі закордонні інвестиції — $ 1,5 млрд. Імпорт — $ 18 млрд (г.ч. США — 41,5 %, Венесуела — 10,0 %, Німеччина — 5,0 %, Японія — 4,3 %). Експорт — $ 15,2 млрд (г.ч. США — 48,5 %, Венесуела — 7,9 %, Німеччина — 9,0 %, Італія — 6,0 %).
Протягом більшої частини XX ст. основу колумбійської економіки становило сільське господарство, головна стаття легального експорту — кава. Однак в останні десятиріччя роль сільського господарства знижується, у 1996 його частка — 20 % ВВП. Колумбія експортує сільськогосподарську продукцію і майже повністю задовольняє власні потреби в харчових продуктах і сировині для текстильної промисловості. Обробна промисловість становить 19 % ВВП, сектор послуг — майже 51 %. Темпи економічного зростання в 1990-х коливаються від 2 до 5 % в рік.
Велика частина промислового виробництва зосереджена в п'яти найбільших містах: Богота, Медельїн, Калі, Барранкілья і Букараманга. Довгий час головним промисловим центром був Медельїн, де розташовані найбільші текстильні фабрики, однак до 1970-м років на перше місце вийшла Богота, що стала найбільшим промисловим центром і найбільшим містом країни. Основну продукцію обробної промисловості складають продовольчі товари і напої (27 % загального обсягу продукції цього сектора в 1997), текстильні і швейні вироби (13 %), хімікати (16 %), папір і друкарська продукція (9 %), машини і обладнання (12 %).
Обробна промисловість продовжує грати ключову роль в економіці Колумбії; на її частку припадає 19 % ВВП (дані на 1996) і 16 % трудових ресурсів (за даними на 1990). Велика частина обладнання і машин ввозиться з-за кордону. На початку 1990-х років продукція обробних галузей становила 20-30 % від обсягу експорту.
На початку 1990-х років проведена лібералізація торгівлі, знижені митні тарифи, зняті обмеження на експорт. Реформи в трудовому законодавстві знизили державний контроль над звільненням найманих робітників і над текучістю робочої сили. Проведені фінансові реформи заохочували встановлення банками процентних ставок виходячи з положення на ринку, а також сприяли підвищенню відносної ролі приватних комерційних банків. Загалом всі ці реформи були спрямовані на зменшення ролі держави в економіці.
У 1960 Колумбія першої з латиноамериканських країн підготувала докладний 10-літній план соціального і економічного розвитку. Після цього плани розробляються, як правило, на чотирирічні періоди, що збігаються з термінами президентського правління.

## Сільське господарство
26 % працездатного населення зайнято в сільському господарстві. 5 % земель використовується під посіви, 38 % — під випасання худоби. Найродючіші ґрунти знаходяться на плато і в деяких рівнинних регіонах. Колумбія — другий у світі виробник кави. Для гірських районів товарними культурами є бавовна і тютюн. У низинах розташовані плантації експортних культур — бананів, квітів і цукрової тростини. Для внутрішнього ринку вирощують рис, кукурудзу, картоплю і сорго. У тваринництві переважає розведення великої рогатої худоби, свинарство і вівчарство.
Протягом всієї своєї історії сільське господарство — головна стаття економіки країни. Колумбія самодостатня у власному забезпеченні всіма сільгосптоварами. Однак, оскільки велика частина країни має гористий рельєф, сільськогосподарські землі становлять приблизно тільки одну п'яту частину території країни, і лише невелика частина з них використовується під посіви. На обширних територіях, де ґрунти менш родючі, практикується екстенсивне тваринництво. Робітники, зайняті у сільськогосподарському секторі, зосереджені головним чином в землеробських районах, при цьому триває освоєння нових земель. Саме сільське господарство здавна забезпечувало активний торговельний баланс в країні, надаючи значну перевагу експорту над імпортом. 

Хоч частка придатних для обробки земель невелика, Колумбія все-таки має значні ресурси родючих земель, розташованих у найрізноманітніших кліматичних умовах. Завдяки цьому Колумбія не тільки експортує сільськогосподарську продукцію, але й повністю задовольняє власні потреби в харчових продуктах і сировині для існуючої в країні розвиненої текстильної промисловості. У Південній Америці Колумбія займає друге місце за виробництвом сільськогосподарських продуктів.
Оброблювані землі розташовані у різних висотних поясах — від тропіків до холодного пояса на позначках вищих за 2000 м. На морському узбережжі і в долині річки Магдалена вирощується ряд комерційних культур — банани (колись — основна стаття колумбійського експорту), цукрова тростина, бавовник, рис, кукурудза, гвінейська олійна пальма; інші культури, такі як какао, боби, касава (юка) і різноманітні фрукти, вирощуються головним чином для внутрішнього споживання. Розташовані вище родючі долини річок у межах департаментів Каука і Толіма використовуються переважно для виробництва цукрової тростини і соєвих бобів (Каука), тютюну, рису і кави (Толіма); в обох районах є плантації бавовнику. Вище на схилах Анд вирощується кава особливих м'яких ароматних сортів, якими славиться Колумбія; в цій області з рівним помірним кліматом практично не буває ні заморозків, які періодично уражають кавові плантації Бразилії, ні сильних вітрів, від яких страждають деякі інші країни — виробники кави. За даними на початку 1990-х, обсяг виробництва кави в Колумбії становив близько 950 тис. т; за експортом кави країна знаходиться на другому місці у світі (після Бразилії), однак внаслідок зниження цін на світовому ринку частка кави у доходах від колумбійського експорту зменшилася до 1991 нижче за 20 %, тоді як десять років тому вона була близькою до 50 %.
У межах холодного поясу, зокрема в околицях Боготи та інших міст, розташованих у горах, можна вирощувати картоплю, боби, маїс, пшеницю, ячмінь та деякі фрукти. На плато неподалік Боготи вирощуються квіти, які протягом 1980-х років поступово зайняли одне з провідних місць у колумбійському експорті.
Лісове господарство. Хоч значна частина території країни (за деякими оцінками — більше половини) покрита лісами, у тому числі цінних порід, вартість цих ресурсів підвищується через їх важкодоступність, що пояснюється рельєфом країни, а також тим, що значна частина цінних порід знаходиться в Амазонці; таким чином частка цього сектора у ВВП не перевищує 1 %.

## Тваринництво
За даними 1989, поголів'я великої худоби оцінювалося приблизно у 25 млн голів або дещо менше. В інтервалі 1970–1988 у секторі тваринництва відзначалося стійке, хоч і не надто швидке зростання виробництва, що становило приблизно 2,8 % на рік; 60 % цього зростання припадає на велику рогату худобу. Темпи розвитку свинарства були помірними, а птахівництво, навпаки, розвивалося швидше. Тваринництвом, яке раніше було зосереджено у долинах річок і на північному узбережжі, зараз займаються і на східних рівнинах (льянос).

## Рибальство
Слабко розвинуте рибальство відіграє незначну роль у господарстві Колумбії; заходи щодо розвитку цієї галузі призвели до зростання обсягу виробництва, що становив 7,7 % у 1993 р.

## Гірничовидобувна галузь
Колумбія має великі запаси корисних копалин, зосереджених переважно у гірських районах Анд. В країні видобувають золото, срібло, платину, смарагди (90 % світового видобутку), кам'яне вугілля (12,5 млн тонн/року), нафту (19 млн тонн/року), природний газ. Знайдені родовища міді, ртуті, свинцю і марганцю.

## Промисловість
За останні 20 років стрімкими темпами розвиваються машинобудівна, переробна, взуттєва, хімічна і текстильна галузі. Головні промислові центри — Богота, Медельїн і Калі. Підприємства харчової промисловості в основному займаються переробкою цукрової тростини, рису, овочів та фруктів.

## Проблема наркотиків
Проблема наркотиків виникла в Колумбії ще в 1970-х роках, коли важливою статтею експорту стала марихуана, і загострилася в 1980-і роки, з утворенням в містах Медельїн і Калі найбільших картелів, що відають виробництвом і поширенням наркотиків. Цей нелегальний сектор приносить величезні прибутки, породжує хвилю насильства і підточує основи політичної, правової і адміністративної системи країни. Під тиском США влада Колумбії зробила послідовний наступ на наркобізнес.

## Азартні ігри
Азартні ігри в Колумбії є повністю легальним бізнесом, в країні працюють кілька десятків казино. До 2001 року більшість азартних ігор Колумбії контролювали воєнізовані організації, які роками контролювали виробництво та продаж кокаїну. 2019 року гральний бізнес приніс державі прибутків на 460 млн $, що склало 0,2 % ВВП країни, в цій сфері працює 111 тис. людей.